# Je, tu, il, elle
Je, tu, il, elle (lit. "Jo, tu, ell, ella") és una pel·lícula franco-belga de 1974 escrita, dirigida i protagonitzada per l'actriu i directora de cinema belga Chantal Akerman. Aquest va ser el primer llargmetratge d'aquesta cineasta innovadora, exigent i provocadora que ha estat anomenada "directora de les directores". El guió es basa en una història que Akerman va escriure el 1968 a París.
Je, tu, il, elle està estructurada en tres segments (temps de subjectivitat, temps de l'altre i temps de la relació), i que equivalen a tres viatges: el de la dona sola, el de la dona i l'home i el de dues dones que s'estimen. La pel·lícula, precedida per un pròleg, reflexiona sobre el significat de la pèrdua, la separació, la introspecció i el voyeurisme.
Per celebrar el 30è aniversari dels Premis Teddy, la pel·lícula va ser seleccionada per ser projectada al 66è Festival Internacional de Cinema de Berlín el febrer de 2016.

## Argument
Julie (Chantal Akerman) és una dona jove que viu sola en una habitació després d'una ruptura sentimental difícil. Ella mateixa narra la pel·lícula, la primera frase de la qual és "Així que me'n vaig anar". Durant el primer terç de la pel·lícula, al llarg de diverses setmanes reorganitza els seus mobles i el matalàs, escriu cartes, es queda nua i menja sucre a cullerades d'una bossa de paper. Finalment, es vesteix i abandona la seva habitació.
Llavors fa autoestop a la carretera i la recull un conductor de camió (Niels Arestrup), amb qui farà un llarg recorregut en silenci. Fan parades en un restaurant, un bar i un lavabo, on Julie l'observa mentre ell s'afaita. De tornada al camió, ella li fa una palla i finalment ell li parla de la seva vida familiar i les seves relacions amb altres noies en un llarg monòleg, abans de separar-se.
Aleshores, Julie visita una dona, la seva ex-amant (Claire Wauthion), que al principi no deixa que es quedi però que després li fa entrepans i li serveix vi. Llavors Julie comença a despullar la dona de manera suggestiva i tenen relacions sexuals. Segons la narració de Julie, la dona li va dir: "Has de marxar al matí". Quan Julie es desperta l'endemà ho fa així, completant el cercle de la pel·lícula.

## Repartiment
- Chantal Akerman com a Julie
- Niels Arestrup com al camioner
- Claire Wauthion com a la dona

## Producció
L'escena de sexe entre Julie i la seva ex-amant és la primera escena de sexe lèsbic gràfica del cinema convencional i una de les escenes de sexe lèsbic més llargues del cinema.

## Acollida
La pel·lícula va ser ben rebuda per la crítica. A l'agregador de ressenyes Rotten Tomatoes, la pel·lícula té una valoració del 100% basada en les crítiques de 8 crítics i una valoració mitjana de 7,80/10.